# Mary Pitman Ailau
Mary Ann Kinoʻole Kaʻaumokulani Pitman (1838 / março de 1841 - 11 de fevereiro de 1905), mais tarde Mary Pitman Ailau, foi uma alta chefe do Reino do Havaí, em parte de ascendência havaiana nativa e americana. Foi criada e educada em Hilo e Honolulu e serviu como dama de honra e dama de companhia da rainha Emma, esposa de Kamehameha IV. Em 1861, partiu para os Estados Unidos com sua família e viveu pelos próximos vinte anos na Nova Inglaterra. Ela visitou seu primo distante rei Kalākaua durante sua visita de estado aos Estados Unidos em 1875. Ela voltou em 1881 ao Havaí, onde se casou com o músico John Keakaokalani Ailau, mais conhecido como Jack Ailau. Mais tarde, investiu em lojas de curiosidades havaianas que vendiam artefatos da Hawaiiana. Muitas de suas coleções são preservadas no Museu do Bispo Bernice Pauahi.

## Primeiros anos e família

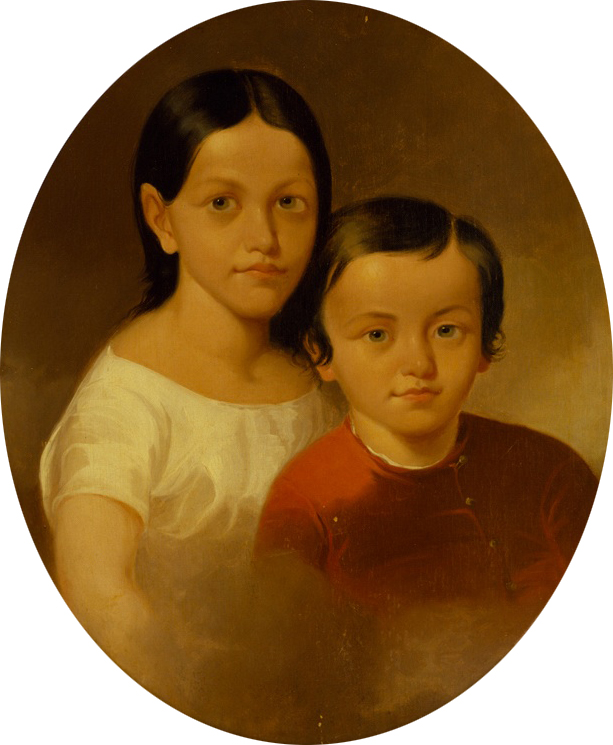
Retrato de Pitman e seu irmão Henry por John Mix Stanley (1849)

Nascida em Hilo, na ilha do Havaí, Pitman era a filha mais velha e filha única de Benjamin Pitman e Kinoʻoleoliliha, uma alta chefe de Hilo. Dizem que ela nasceu em 1838 ou em março de 1841. Na língua havaiana, seu nome Kinoʻole significa "magro" ou "sem corpo".
Seu pai, nascido em Salem, Massachusetts, foi um pioneiro, empresário e proprietário de plantações de açúcar e café na ilha do Havaí, que lucrou bastante com a crescente indústria baleeira do reino no início do século XIX. Sua mãe era descendente de Kameʻeiamoku, um dos gêmeos da realeza (com Kamanawa) que aconselhou Kamehameha I em sua conquista das Ilhas do Havaí e também do capitão do mar americano ou inglês Harold Cox, que emprestou seu nome a George "Cox "Kahekili Keʻeaumoku II, o governador de Maui. Seu avô materno, Hoʻolulu, com seu irmão Hoapili, ajudaram a esconder os ossos do rei Kamehameha I em um esconderijo secreto após sua morte. Seus irmãos eram Henry Hoʻolulu Pitman (1845–1863), Benjamin Franklin Keolaokalani Pitman (1852–1918), meia-irmã Maria Kinoʻole Pitman Morey (1858–1892) e meio-irmãos Charles Brooks Pitman (1860–1918) e Harold Albert Pitman (1865-1948).
Por causa do sucesso de seu pai nos negócios e da descendência de sua mãe da realeza havaiana, a família era considerada bastante próspera e hospedava a família real quando eles visitaram Hilo. Além de ser um dos principais comerciantes da cidade, seu pai também serviu ao governo como magistrado distrital de Hilo. Kinoʻole havia herdado o controle sobre muitas das terras em Hilo e Ōlaʻa de seu próprio pai, e o rei Kamehameha III havia concedido seu uso do ahupuaʻa (divisão tradicional de terras) de Hilo após o casamento. Durante a primeira infância de Mary Pitman, a família viveu na mansão que Benjamin Pitman havia construído em 1840 em uma área conhecida como Niopola, um dos locais preferidos da antiga realeza havaiana. A residência ficou conhecida como Spencer House depois que Benjamin Pitman a vendeu ao seu parceiro de negócios, o capitão Thomas Spencer.  Na década de 1850, a família mudou-se para Honolulu, onde Benjamin Pitman assumiu atividades bancárias e construiu uma casa de dois andares que ele nomeou Waialeale ("ondulação da água") na esquina das ruas Alakea e Beretania.

### Livros e Revistas
- Cracroft, Sophia; Franklin, Jane; Queen Emma (1958).  Korn, Alfons L., ed. The Victorian Visitors: An Account of the Hawaiian Kingdom, 1861–1866, Including the Journal Letters of Sophia Cracroft: Extracts from the Journals of Lady Franklin, and Diaries and Letters of Queen Emma of Hawaii. Honolulu: University of Hawaii Press. ISBN 978-0-87022-421-8. OCLC 8989368. hdl:10125/39981
- Haley, James L. (2014). Captive Paradise: A History of Hawaii. New York: St. Martin's Press. ISBN 978-1-4668-5550-2. OCLC 886879619
- Hawaiian Mission Children's Society (1863). Eleventh Annual Report of the Hawaiian Mission Children's Society. 11. Honolulu: Hawaiian Mission Children's Society. OCLC 7859883
- Hawaiian Mission Children's Society (1901). Portraits of American Protestant Missionaries to Hawaii. Honolulu: The Hawaiian Gazette Co. OCLC 11796269
- Kai, Peggy (1974). «Chinese Settlers in the Village of Hilo Before 1852». Honolulu: Hawaiian Historical Society. The Hawaiian Journal of History. 8: 39–75. OCLC 60626541. hdl:10524/221
- Kanahele, George S. (1999). Emma: Hawaii's Remarkable Queen. Honolulu: University of Hawaii Press. ISBN 978-0-8248-2240-8. OCLC 40890919
- Kuykendall, Ralph Simpson (1965) [1938]. The Hawaiian Kingdom 1778–1854, Foundation and Transformation. 1. Honolulu: University of Hawaii Press. ISBN 0-87022-431-X. OCLC 47008868
- Kuykendall, Ralph Simpson (1953). The Hawaiian Kingdom 1854–1874, Twenty Critical Years. 2. Honolulu: University of Hawaii Press. ISBN 978-0-87022-432-4. OCLC 47010821
- Liliuokalani (1898). Hawaii's Story by Hawaii's Queen, Liliuokalani. Boston: Lee and Shepard. ISBN 978-0-548-22265-2. OCLC 2387226
- Manning, Anita; Vance, Justin W. (2014). «Hawaiʻi at Home During the American Civil War». Honolulu: Hawaiian Historical Society. The Hawaiian Journal of History. 47: 145–170. OCLC 60626541. hdl:10524/47259
- McKinzie, Edith Kawelohea (1983).  Stagner, Ishmael W., ed. Hawaiian Genealogies: Extracted from Hawaiian Language Newspapers. 1. Honolulu: University of Hawaii Press. ISBN 0-939154-28-5. OCLC 12555087
- Merry, Sally Engle (2000). Colonizing Hawaiʻi: The Cultural Power of Law. Princeton: Princeton University Press. ISBN 0-691-00932-5. OCLC 231845368
- Peterson, Barbara Bennett, ed. (1984). Notable Women of Hawaii. Honolulu: University of Hawaii Press. ISBN 978-0-8248-0820-4. OCLC 11030010
- Pitman, Almira Hollander (1931). After Fifty Years: An Appreciation, and a Record of a Unique Incident. Norwood, MA: Priv. print., The Plimpton Press. OCLC 3703871
- Pukui, Mary Kawena; Elbert, Samuel H. (1986). Hawaiian Dictionary: Hawaiian-English, English-Hawaiian. Honolulu: University of Hawaii Press. ISBN 978-0-8248-0703-0. OCLC 12751521
- Pukui, Mary Kawena; Elbert, Samuel H.; Mookini, Esther T. (1974). Place Names of Hawaii. Honolulu: University of Hawaii Press. ISBN 978-0-8248-0524-1. OCLC 1042464
- Shively, Carol A., ed. (2015). Asians and Pacific Islanders and the Civil War. Washington, D. C.: National Park Service. pp. 130–163. ISBN 978-1-59091-167-9. OCLC 904731668 Pitman|last1=Vance|first1=Justin|last2=Manning|first2=Anita|in=Shively|year=2015|pp=146–149|id=CITEREFVanceManning2015}}
- Summers, Catherine C. (1999). Material Culture: The J. S. Emerson Collection of Hawaiian Artifacts. Honolulu: Bishop Museum Press. ISBN 978-1-58178-006-2. OCLC 260032891
- Taylor, Albert Pierce (1922). Under Hawaiian Skies: A Narrative of the Romance, Adventure and History of the Hawaiian Islands. Honolulu: Advertiser Publishing Company, Ltd. OCLC 479709
- Walworth, Clarence Augustus (1897). Walworths of America: Comprising Five Chapters of Family History, with Additional Chapters of Genealogy. Albany, NY: Weed-Parsons Printing Co. OCLC 10910899

### Jornais e fontes online
- «Ancient Hawaiian Lineage in Bostonian Coming Today». Honolulu Star-Bulletin. XXIV (7737). Honolulu: Oahu Publications, Inc. 30 de janeiro de 1917. p. 10. Consultado em 5 de agosto de 2015
- «At New Bedford». The Boston Daily Globe. Boston. 2 de janeiro de 1875. p. 1. Consultado em 5 de agosto de 2015
- «Death of an Old Kamaaina». Hilo Tribune. 10 (16). Hilo, HI: Hilo Tribune Publishing Company. 14 de fevereiro de 1905. p. 1. Consultado em 5 de agosto de 2015
- «Death of John Ailau». Evening Bulletin. Honolulu. 27 de janeiro de 1894. p. 3. Consultado em 5 de agosto de 2015
- «DIED». The Hawaiian Star. Honolulu. 14 de fevereiro de 1905. p. 7. Consultado em 5 de agosto de 2015
- «Died Of Heart Disease - Death of John Ailau, a Hawaiian Musician». San Francisco Chronicle. San Francisco. 18 de janeiro de 1894. p. 7. Consultado em 5 de agosto de 2015
- «Editorial Notes». The Junction City Weekly Union. Junction City, Kansas. 30 de janeiro de 1875. p. 1. Consultado em 5 de agosto de 2015
- «Had Blood Of Hawaiian Chiefs – Death of Mrs. Mary Pitman Ailau of High Rank Who Was One of Queen Emma's Maids». San Francisco Chronicle. San Francisco. 1 de março de 1905. p. 4. Consultado em 5 de agosto de 2015
- Kapiikauinamoku (21 de junho de 1956). «Peleuli II Brought Up In Kamehamehaʻs Court – The Story of Maui Royalty». The Honolulu Advertiser. Honolulu. p. 18. Consultado em 4 de julho de 2018 – via Newspapers.com
- «Local Brevities». The Pacific Commercial Advertiser. Honolulu. 23 de fevereiro de 1905. p. 9. Consultado em 5 de agosto de 2015
- «Mookuauhau Alii – Na Iwikuamoo o Hawaii Nei Mai Kahiko Mai» (PDF). Ka Makaainana. VI (5). Honolulu. 3 de agosto de 1896. p. 2. Consultado em 5 de agosto de 2015
- «Mr. and Mrs. Benjamin F. Pitman "At Home"». Honolulu Star-Bulletin. XXIV (7753). Honolulu: Oahu Publications, Inc. 17 de fevereiro de 1917. p. 9. Consultado em 5 de agosto de 2015
- «Mrs. M. A. K. K. P. Ailau». Paradise of the Pacific. XVIII (2). Honolulu: Press Publishing Co. fevereiro de 1905. p. 10. OCLC 6372692
- «Mrs. Mary Ailau Passes Away On Island of Hawaii». The Pacific Commercial Advertiser. Honolulu. 14 de fevereiro de 1905. p. 2. Consultado em 5 de agosto de 2015
- «Of Hawaiian Ancestry». The Scranton Republican. Scranton, PA. 18 de março de 1905. p. 6. Consultado em 5 de agosto de 2015
- «Personals». The Pacific Commercial Advertiser. Honolulu. 9 de setembro de 1913. p. 6. Consultado em 5 de agosto de 2015
- «The Reception Dinner». Boston Post. Boston. 2 de janeiro de 1875. p. 3. Consultado em 5 de agosto de 2015
- «Returning Home After Fifty Years». Honolulu Star-Bulletin. XXIV (7707). Honolulu: Oahu Publications, Inc. 26 de dezembro de 1916. p. 9. Consultado em 5 de agosto de 2015
- «Saturday's Proceedings». The Boston Daily Globe. Boston. 4 de janeiro de 1875. p. 8. Consultado em 5 de agosto de 2015
- «Society». Honolulu Star-Bulletin. XXIV (7738). Honolulu: Oahu Publications, Inc. 31 de janeiro de 1917. p. 5. Consultado em 5 de agosto de 2015
- «Sudden Death of Benjamin Pitman». The Boston Daily Globe. Boston. 18 de janeiro de 1888. p. 1. Consultado em 5 de agosto de 2015
- Taylor, Albert Pierce (12 de junho de 1910). «Court Beauties of Fifty Years Ago». The Pacific Commercial Advertiser. VII (388). Honolulu. p. 13. Consultado em 26 de setembro de 2016. Cópia arquivada em 9 de janeiro de 2017
- Taylor, Emma Ahuena (23 de fevereiro de 1935). «Kalakaua's Coronation Plans Were Subject For Wide Criticism». Honolulu Star-Bulletin. Honolulu. p. 5. Consultado em 4 de julho de 2018 – via Newspapers.com
- Wood, Ben (17 de março de 2007). «Museum given manuscript of early Hilo businessman». Honolulu Star-Bulletin. 12 (76). Honolulu: Oahu Publications, Inc. Consultado em 5 de agosto de 2015